# Habronyx severini
Habronyx severini är en stekelart som beskrevs av Dasch 1984. Habronyx severini ingår i släktet Habronyx och familjen brokparasitsteklar. Inga underarter finns listade i Catalogue of Life.